# Referèndum de Berlín de 2017
El referèndum de Berlín de 2017 és un referèndum consultiu d'iniciativa popular sobre la continuació de l'aeroport de Berlín-Tegel que es va celebrar el 24 de setembre de 2017 en paral·lel a les eleccions federals.
Després del resultat oficial, el 56,4% dels participants es van pronunciar a favor de la continuació de l'aeroport, el 41,9% en contra, l'1,7% dels vots no van ser vàlids. Atès que el referèndum no incloïa cap projecte de llei, el resultat de la votació no és jurídicament vinculant. El juny de 2018, la Cambra de Diputats de Berlín va decidir que «el Senat no pot aplicar la decisió adoptada mitjançant el referèndum «Berlin necessita Tengel».